# Куэлле, Милтон
Ми́лтон Мартинс Куэлле (порт.-браз. Mílton Martins Kuelle; 22 декабря, по собственным словам — 22 августа 1933, Порту-Алегри), также известный под именем Формигинья (порт.-браз. Formiguinha) — бразильский футболист, полузащитник. Член Аллеи Славы клуба «Гремио».

## Карьера
Милтон Куэлле родился в семье арабского мигранта по фамилии Халид и бразильянки. Фамилию Куэлле футболист получил во время регистрации, из-за трудности написания его настоящей фамилии по-португальски. Милтон начал играть в футбол в любительских клубах «Атлетико Далтро Филью» и «Вила Федерал». Он перешёл в команду «Гремио» в 1952 году, дебютировав 10 августа в товарищеской игре с клубом «Айморе». 21 июня 1953 года Куэлле провёл первый официальный матч за клуб в розыгрыше чемпионата Порту-Алегри, где его команде противостоял «Крузейро», а сам футбол забил единственный в матче гол. Всего за клуб он сыграл 511 матчей и забил 125 голов, большую часть карьеры выступая в центре полузащиты вместе с Элтоном. Милтон выиграл с «Гремио» восемь розыгрышей чемпионата штата Риу-Гранди-ду-Сул и пять титулов чемпиона города Порту-Алегри. Последний матч за клуб полузащитник сыграл 16 декабря 1964 года в розыгрыше городского чемпионата с «Сан-Жозе». 
Одновременно с игровой карьерой, Куэлле учился на стоматолога, завершив её, он начал свою медицинскую практику, в числе прочих работая в специальном учреждении для осуждённых несовершеннолетних. При этом, Милтон не покинул клуб, став членом управляющего совета «Гремио». Также он тренировал клуб в период с ноября 1972 по август 1973 года и провёл одну встречу 3 сентября 1980 года, выступая в роли исполняющего обязанности главного тренера. В 1981 году Милтон был исполняющим обязанности директора клуба, а затем вновь занял этот пост в 1999 году, затем работал советником в клубе.

## Статистика

### Клубная
| Сезон | Клуб   | Чаша Бразилии | Чаша Бразилии | Чемпионат штата | Чемпионат штата | Чемпионат города | Чемпионат города | Товарищеские | Товарищеские | Прочие                                                                             | Прочие | Прочие |
| Сезон | Клуб   | Игры          | Голы          | Игры            | Голы            | Игры             | Голы             | Игры         | Голы         | Турнир                                                                             | Игры   | Голы   |
| ----- | ------ | ------------- | ------------- | --------------- | --------------- | ---------------- | ---------------- | ------------ | ------------ | ---------------------------------------------------------------------------------- | ------ | ------ |
| 1952  | Гремио | —             | —             | 0               | 0               | 0                | 0                | 2            | 0            | —                                                                                  | —      | —      |
| 1953  | Гремио | —             | —             | 0               | 0               | 4                | 3                | 12           | 7            | Кубок Диа-да-Хрониста                                                              | 1      | 0      |
| 1954  | Гремио | —             | —             | 0               | 0               | 4                | 1                | 15           | 2            | Специальный турнир Порту-Алегри Турнир открытия Стадио Олимпико                    | 6 2    | 1 0    |
| 1955  | Гремио | —             | —             | 0               | 0               | 16               | 7                | 17           | 3            | —                                                                                  | —      | —      |
| 1956  | Гремио | —             | —             | 0               | 0               | 17               | 3                | 24           | 6            | —                                                                                  | —      | —      |
| 1957  | Гремио | —             | —             | 2               | 1               | 20               | 11               | 18           | 8            | —                                                                                  | —      | —      |
| 1958  | Гремио | —             | —             | 3               | 2               | 24               | 10               | 26           | 17           | —                                                                                  | —      | —      |
| 1959  | Гремио | 6             | 1             | 3               | 2               | 17               | 3                | 25           | 3            | —                                                                                  | —      | —      |
| 1960  | Гремио | 6             | 1             | 6               | 4               | 19               | 1                | 15           | 2            | Кубок Танкреда Невеса                                                              | 1      | 0      |
| 1961  | Гремио | 5             | 0             | 25              | 5               | —                | —                | 29           | 6            | Турнир Пасхи Турнир в Афинах Кубок Диа-да-Хрониста                                 | 2 1    | 0      |
| 1962  | Гремио | —             | —             | 21              | 1               |                  |                  | 18           | 2            | Чемпионат Юга Бразилии Турнир в Салониках Юбилейный Серебряный кубок Трофей Валлиг | 10 1   | 2 0 1  |
| 1963  | Гремио | 8             | 0             | 22              | 1               | —                | —                | 30           | 8            | —                                                                                  | —      | —      |
| 1964  | Гремио | —             | —             | 6               | 3               | 2                | 0                | 11           | 1            | Турнир Порту-Алегри-Пелотас                                                        | 6      | 1      |

1. 1 2 3 4 5 6 7 8  Окончание турнира проходило в следующем календарном году. Статистика приведена за весь турнир, независимо от даты окончания

### Международная
| Матчи Милтона Куэлле за сборную Бразилии | Матчи Милтона Куэлле за сборную Бразилии | Матчи Милтона Куэлле за сборную Бразилии | Матчи Милтона Куэлле за сборную Бразилии | Матчи Милтона Куэлле за сборную Бразилии | Матчи Милтона Куэлле за сборную Бразилии | Матчи Милтона Куэлле за сборную Бразилии |
| ---------------------------------------- | ---------------------------------------- | ---------------------------------------- | ---------------------------------------- | ---------------------------------------- | ---------------------------------------- | ---------------------------------------- |
| №                                        | Дата                                     | Место проведения                         | Оппонент                                 | Счёт                                     | Голы                                     | Турнир                                   |
| 1                                        | 6 марта 1960                             | Сан-Хосе                                 | Мексика                                  | 2:2                                      | —                                        | Панамериканский чемпионат                |
| 2                                        | 10 марта 1960                            | Сан-Хосе                                 | Коста-Рика                               | 0:3                                      | —                                        | Панамериканский чемпионат                |
| 3                                        | 13 марта 1960                            | Сан-Хосе                                 | Аргентина                                | 1:2                                      | —                                        | Панамериканский чемпионат                |
| 4                                        | 15 марта 1960                            | Сан-Хосе                                 | Мексика                                  | 2:1                                      | —                                        | Панамериканский чемпионат                |
| 5                                        | 17 марта 1960                            | Сан-Хосе                                 | Коста-Рика                               | 4:0                                      | —                                        | Панамериканский чемпионат                |
| 6                                        | 20 марта 1960                            | Сан-Хосе                                 | Аргентина                                | 1:0                                      | 1                                        | Панамериканский чемпионат                |

## Достижения
- Чемпион штата Риу-Гранди-ду-Сул: 1956, 1957, 1958, 1959, 1960, 1962, 1963, 1964
- Чемпион Панамерики: 1956